# Great Barford
Great Barford – wieś w Anglii, w hrabstwie ceremonialnym Bedfordshire, w dystrykcie (unitary authority) Bedford. Leży 8 km na wschód od centrum miasta Bedford i 74 km na północ od centrum Londynu. W 2007 miejscowość liczyła 1 930 mieszkańców.